# آن کارول
آن کارول (انگلیسی: Anne Carroll؛ ‏ ۰ ژوئن ۱۹۴۰ – ۱۵ نوامبر ۲۰۱۸) بازیگر و کارگردان نمایش اهل بریتانیا بود.
از فیلم‌هایی که وی در آن‌ها نقش داشته‌است، می‌توان به شرلوک هلمز و پرونده جوراب ابریشمی، خون‌سرد اشاره نمود.